# Liquidateur (Tchernobyl)
Pour les articles homonymes, voir liquidateur.

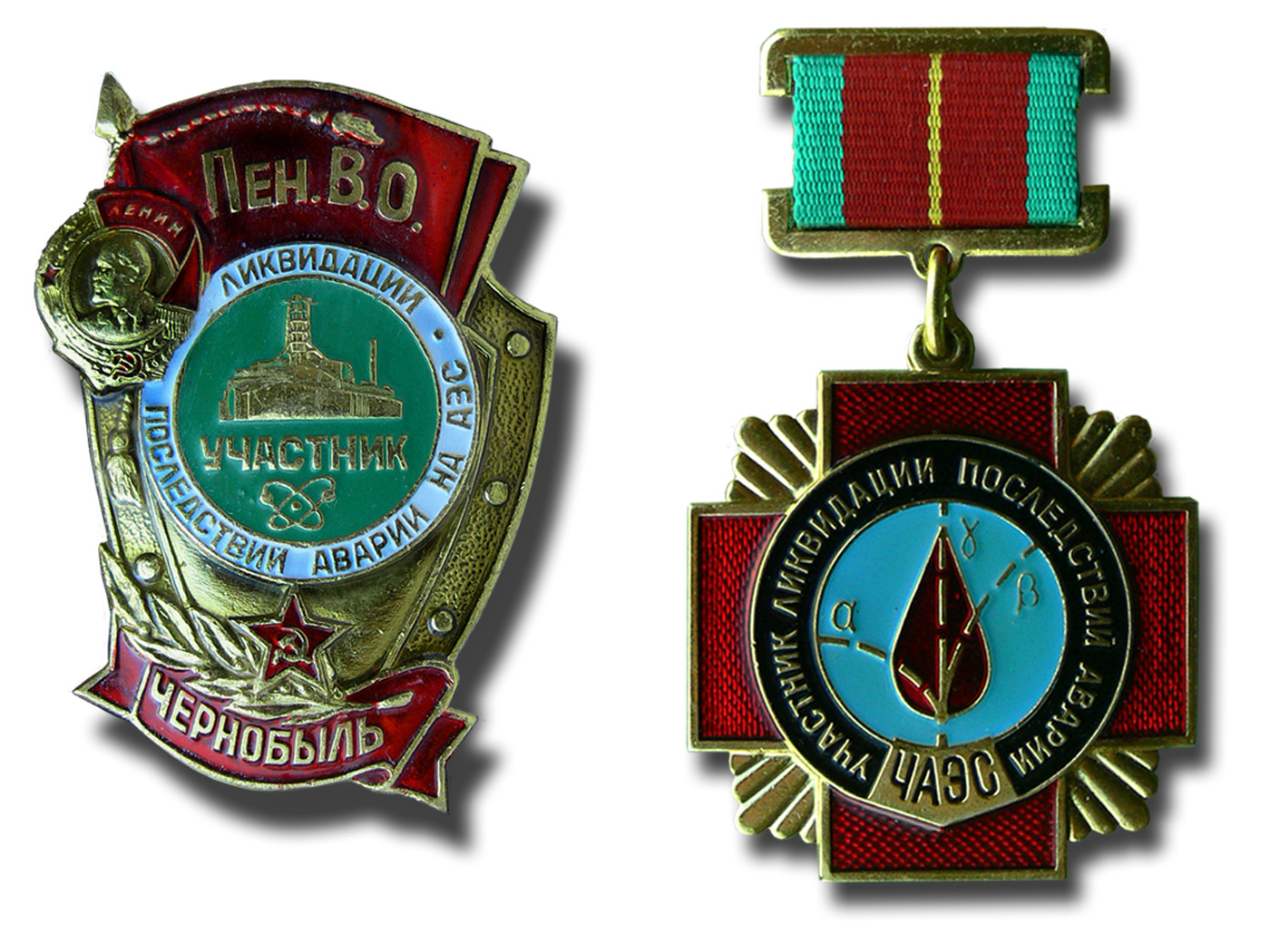
Médailles remises aux liquidateurs, la première étant plus rare et remise aux premiers héros « sacrifiés » et/ou aux membres du Parti impliqués. En 2000, environ 15 ans après la catastrophe, une centaine d’anciens mineurs de Nikouline ayant travaillé comme liquidateurs dans le tunnel destiné à refroidir le cœur fondu sont venus sur la place Rouge jeter devant le Kremlin leurs médailles de héros.

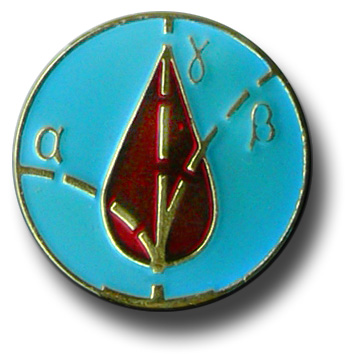
Le centre de la médaille représente une goutte de sang traversée par des rayons alpha, gamma et bêta.

Liquidateur (en russe : ликвидаторы, likvidatory) est le nom donné en ex-URSS au personnel civil et militaire intervenu immédiatement sur les lieux de la catastrophe nucléaire de Tchernobyl le 26 avril 1986 au matin, mais aussi aux équipes impliquées dans la consolidation et l'assainissement du site à plus long terme, jusque dans les années 1990. Le bilan les concernant doit être distingué du bilan civil de la catastrophe.
Ce nom désigne aussi, par extension, toutes les personnes, tant civiles que militaires, intervenant après un accident nucléaire majeur malgré les très hauts niveaux de radiations qu'ils peuvent subir. Le terme de « liquidateurs » est aussi utilisé pour désigner les dizaines de techniciens et pompiers restés sur place après les accidents nucléaires de Fukushima pour refroidir coûte que coûte les réacteurs.

## Juguler l'incendie et décontaminer le site
L'enjeu immédiat, dans les jours qui suivirent Tchernobyl, était d'éteindre le graphite brûlant encore dans le réacteur : les scientifiques soviétiques avaient calculé que cet incendie devait être maîtrisé avant le 8 mai sous peine d'assister à une explosion thermique susceptible de libérer une quantité importante de radionucléides dans l'atmosphère.
Des dizaines de milliers d'ouvriers furent acheminés sur le site dans l'urgence, afin de construire un sarcophage à la va-vite. Les équipes furent exposées par roulement pendant des durées de quelques secondes à quelques minutes à une radioactivité intense, avec ordre de s'attarder le moins possible. Ces intervenants ne disposaient ni d'informations sur les risques encourus, ni de protections efficaces ; ils bricolèrent tout au plus des sortes d'armures avec des matériaux récupérés et des plaques de plomb qu'on leur avait fournis[réf. souhaitée]. Une distribution de cachets d'iode aurait été effectuée parmi eux, mais elle ne fut pas systématique et l'ordre de la prendre ne fut pas toujours respecté[réf. souhaitée]. Les travailleurs déblayant les matériaux de la centrale et les pilotes survolant le site à travers le nuage de poussière radioactive étaient particulièrement exposés.
Les liquidateurs affectés au ramassage des blocs de graphite contaminé sur le toit du réacteur no 4 étaient appelés « robots biologiques » ou « robots verts » ou encore « bio-robots », le nom de « chats du toit » ou « Krycnye Koty » désignant les dosimètristes qui cartographiaient les zones « chaudes ». C'est dans ces conditions que l'incendie finit par être maîtrisé le 6 mai 1986.

## Profil des intervenants
Le nombre total d'individus en provenance de toute l'URSS (opérateurs de la centrale, sapeurs-pompiers, pilotes d'hélicoptères, mineurs, terrassiers, ouvriers, militaires ou civils) qui se sont relayés sur le site entre 1986 et 1992 est estimé entre 500 000 et 800 000. Environ 3 000 liquidateurs sont toujours affectés[Quand ?] à la surveillance du site et du sarcophage du réacteur no 4.
Une partie de leur travail était motivée par ce qui fut salué comme un acte de dévouement, voire un véritable « sacrifice » (dans le cas de personnes conscientes du danger), et plus largement par des promesses de salaires élevés et d'avantages sociaux (logements, places dans les crèches…) ou symboliques (médailles et diplômes) décernés par le gouvernement. Si les premiers intervenants étaient volontaires, par la suite la plupart des liquidateurs furent réquisitionnés.
Certains de ces intervenants furent par la suite déclarés « héros de l'Union soviétique ». Ce fut le cas notamment de Nikolai Melnik, un pilote d'hélicoptère qui avait placé des capteurs de radiations sur le réacteur, et du major Leonid Telyatnikov, responsable de la lutte contre l'incendie, auquel un monument fut érigé à titre posthume au cimetière de Baykove à Kiev le 25 avril 2006.

## Conséquences sanitaires

### Suivi dosimétrique

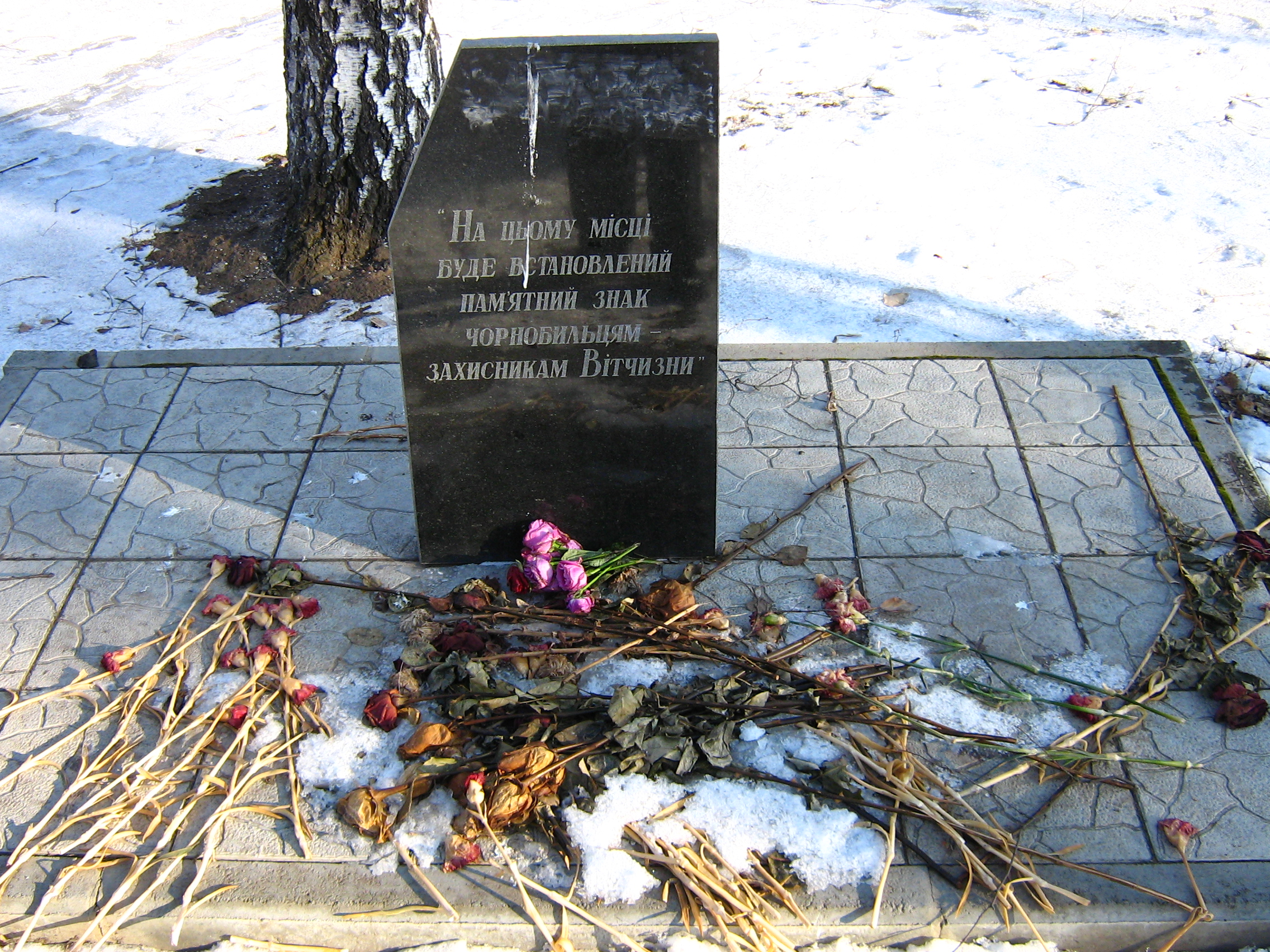
Une stèle à la mémoire des liquidateurs dans la ville de Kharkiv (Ukraine).

La dose effective reçue par les liquidateurs entre 1986 et 1990 a été essentiellement due à des irradiations externes. Elle a été en moyenne de 117 mSv.
La dosimétrie individuelle enregistrée a varié de 10 à 1 000 mSv, 85 % des doses reçues se situant dans la fourchette 20 à 500 mSv (4,2 % des liquidateurs ayant reçu plus de 250 mSv).
Ces relevés dosimétriques sont cependant considérés comme très imprécis, les erreurs estimées pouvant varier de 50 % jusqu'à un facteur 5. On estime que la dosimétrie du personnel militaire présente un biais systématique vers des valeurs trop élevées.

### Suivi clinique
Le bilan de la catastrophe relatif aux liquidateurs est controversé, et ce jusque dans la définition et l'évaluation numérique de ce groupe puisque les liquidateurs de la « première heure » ont reçu davantage de radiations, et plus intenses, que les suivants, ce qui conduit à une évolution clinique potentiellement différente. 
À court terme, on s'accorde sur un total de 30 ou 49 personnes qui seraient décédées rapidement à la suite d'explosions ou de l'exposition aux radiations (syndrome d'irradiation aiguë) à la suite de l'accident,,. 
À plus long terme, l'incidence des cancers, hors cancers de la thyroïde, ne semble pas significativement différente chez les liquidateurs et dans le reste de la population : certaines études signalent une légère augmentation des cancers chez les liquidateurs quand d'autres études signalent au contraire une légère diminution,. Les cancers de la thyroïde pourraient avoir augmenté parmi les liquidateurs, mais on n'a pas trouvé de relation dose-effet probante (il semble cependant y avoir une relation au temps de séjour dans les territoires contaminés).
Les études sur les leucémies ont montré une augmentation du taux d'incidence de ces pathologies chez les liquidateurs (au cours de la première dizaine d'années suivant l'accident), mais les résultats d'ensemble manquent de cohérence, en particulier aucune relation dose-effet significative n'est observée,,. Certains travaux semblent indiquer que l'absence de relation dose-effet viendrait des imprécisions sur le suivi dosimétrique : en reconstruisant a posteriori la dosimétrie des liquidateurs plutôt qu'en utilisant les chiffres des registres officiels, les auteurs retrouvent bien une corrélation statistique entre dose absorbée et risque de leucémie.
Si les premières études indiquaient plutôt un « effet travailleur sain », les liquidateurs semblent à long terme souffrir d'autres maux, principalement des cataractes radio-induites, des problèmes cardiovasculaires et des troubles psychologiques (syndrome post-traumatique, dépression, suicides),. Pour les problèmes cardiovasculaires, le doute persiste entre une éventuelle origine radio-induite et un lien avec un mode vie à risque (alcoolisme, tabagisme, surpoids).

### Projections théoriques et estimations statistiques
Selon un rapport provisoire de l'ONU de septembre 2005, sur plus de 200 000 liquidateurs suivis en 1986-1987, la mort de 47 est imputable statistiquement à l'irradiation, et 2 200 pourraient encore décéder des suites de leur exposition. Ce bilan a été révisé à la hausse en avril 2006 (cf.l'article principal), mais cela reste une projection statistique, la surmortalité n'est pas observée directement mais estimée statistiquement à partir de modélisations extrapolant les connaissances actuelles.
Ici, une population d'environ 600 000 personnes a reçu de l'ordre de 117 mSv en moyenne.
- Si on admet que ces doses reçues par expositions successives par les liquidateurs pendant les opérations ont le même effet que les doses reçues instantanément par les populations de Hiroshima et Nagasaki ;
- Si on admet que le risque d'être atteint d'un cancer varie linéairement avec la dose radioactive reçue ;

Alors on peut calculer que cette dose correspond à un risque de cancer augmenté de 0,5 %, impliquant que l'on devrait constater à terme un surplus de 3 000 cancers dans cette population. Mais l'on sait par ailleurs que ces deux hypothèses (qui sous-tendent le modèle linéaire sans seuil) sont fausses et largement majorantes.[réf. nécessaire]
Par ailleurs, il est très difficile d'obtenir des chiffres fiables avec l'analyse statistique de phénomène médicaux : les taux d'incidences des maladies ne sont pas des constantes physiques définis avec précision, mais présentent des fluctuations aléatoires. Si l'effet attendu est faible par rapport aux bruits de fonds, il est impossible de le différencier de la marge d'erreur. Le taux de cancer « naturel » attendu dans une population est de l'ordre de 20 %[réf. nécessaire] , mais ce taux est susceptible de varier de nettement plus que 0,5 % pour des raisons étrangères aux irradiations (dégradation des conditions de vie, dépression, alcoolisme…), et varie fortement suivant la population de référence (résidence, origine ethnique…).
Si l'on admet que l'on maîtrise correctement l'ensemble de ces paramètres, le nombre de cancers théoriquement attendu (de l'ordre de 120 000) est susceptible de subir des fluctuations statistiques de l'ordre de quelques centaines de cas. Un surplus de 3 000 cancers, de l'ordre de dix fois la variabilité statistique, devrait donc être observable, mais ne l'a pas été à ce jour — confirmant que l'hypothèse « linéaire sans seuil » est trop forte pour modéliser ces phénomènes.[réf. nécessaire]

### Polémiques sur le bilan sanitaire
Les polémiques sur le bilan sanitaire citent généralement des chiffres très au-delà de ce qui est envisageable dans les connaissances actuelles :
- En avril 2004, un texte de commémoration de la catastrophe provenant de l'ambassade d'Ukraine en Belgique faisait état du décès de plus de 25 000 liquidateurs sur 600 000 depuis 1986[20].
- Le film documentaire La Bataille de Tchernobyl (2006) énonce que sur les 500 000 liquidateurs, 20 000 sont morts et 200 000 sont invalides[21].
- Selon le décompte de l'ingénieur biélorusse Gueorgui Lepine, qui a participé au programme de décontamination, « le nombre de liquidateurs décédés atteint aujourd'hui près de 100 000 personnes, alors qu'un million de personnes au total ont travaillé à la centrale de Tchernobyl. »
- Selon Viatcheslav Grichine, président de l'Union Tchernobyl (la principale association de liquidateurs) sur 600 000 liquidateurs « 25 000 sont morts et 70 000 restés handicapés en Russie, en Ukraine les chiffres sont proches, et en Biélorussie 10 000 sont morts et 25 000 handicapés», ce qui fait un total de 60 000 morts (10 % des 600 000 liquidateurs) et 165 000 handicapés[22].

Cependant, même si le nombre de morts est très élevé, les preuves statistiques démontrant que plus d'une centaine de personnes sont mortes à cause de l'accident de Tchernobyl ne sont pas si solides et sont complexes à interpréter. En effet, la consultation d'une table de mortalité actuarielle indique qu'en 20 ans, le risque de mourir de toutes les causes possibles (autre que les conséquences de cet événement) pour l'âge des liquidateurs de Tchernobyl est situé entre 7 % et 18 %, selon l'âge et la provenance des liquidateurs, soit entre 14 000 et 180 000 morts selon que l'on estime le nombre de liquidateurs entre 200 000 et 1 000 000. En clair, selon le nombre réel de liquidateurs (imprécision la plus importante) et leur répartition géographique, les statistiques prouvent soit que le nombre de victimes de Tchernobyl a été fortement sous-estimé (par exemple s'il y avait environ 200 000 liquidateurs venant de pays à plus faible mortalité actuarielle), soit que l'impact de l'accident de Tchernobyl est faible ou nul (par exemple s'il y avait environ 1 000 000 venant de pays à plus forte mortalité actuarielle). Il faudrait de même disposer de tables actuarielles concernant le handicap pour savoir si le nombre particulièrement élevé de handicapés est dû à cet accident ou non.

## Conséquences sociales
Environ 2 000 liquidateurs manifestent, peu avant le 25e anniversaire de la catastrophe en avril 2011, à Kiev contre la décision prise par Viktor Ianoukovitch de baisser leurs indemnités et leurs pensions de retraites dans un contexte d'augmentation du prix des soins voire d'abandon de la gratuité de certains de ces soins. Respecter les promesses faites aux liquidateurs est alors considéré par Viktor Ianoukovitch comme « au-delà des forces du gouvernement ».

### Documents et ressources sur le sujet

#### Photographies
Les premières photographies de liquidateurs ont été prises par Igor Kostine, photographe ukrainien qui fut le premier à travailler sur les lieux de l'accident et qui prit notamment des clichés d'hommes déblayant le toit du réacteur.

#### Filmographie
- Le Sacrifice d'Emanuela Andreoli et Wladimir Tchertkoff, Suisse, 2003, 26 min. Documentaire primé au Festival du film scientifique d’Oullins et en novembre 2004 par la région Île-de-France dans le cadre du Festival du film d'environnement.
- La Bataille de Tchernobyl, film documentaire de Thomas Johnson, 2006.